# 누락상속인
누락상속인은 유언작성 당시 존재하지 않은 자녀나 배우자를 말한다.

## 누락된 자녀
누락된 자녀란 유언장 작성시 태어나지 않았거나 입양되지 않은 자녀로 많은 주들에서는 유언에 누락된 자녀가 유산을 요구할 수 있도록 하고 있다. 무유언 상태에서 받을 수 있는 부분을 주거나 아니면 유언 작성당시 자녀가 있었다는 가정하의 몫을 주기도 한다.

## 누락된 배우자
피상속인이 유언을 작성할 당시 배우자가 아니였으나 작성 후 결혼한 경우 누락상속인으로 상속분을 받을 수 있다. 단 유언장에서 의도적으로 배제되었거나 유언작성시 상속분의 일부를 받은 경우 누락상속인 몫을 받지 못한다.

## 참고 문헌
- 명순구, 현대미국신탁법, 세창출판사, 2005 ISBN 978-89-8411-124-0
- 임채웅 역, 미국신탁법 : 유언과 신탁에 대한 새로운 이해, 박영사, 2011 ISBN 978-89-6454-628-4

## 같이 보기
- 유류분